# ナショナルトレジャー (競走馬)
ナショナルトレジャー（National Treasure、2020年3月17日 - ）は、アメリカ合衆国の競走馬。主な勝ち鞍は2023年のプリークネスステークス、2024年のペガサスワールドカップ、メトロポリタンハンデキャップ。

## 経歴

### 2022年（2歳時）
9月3日デルマー競馬場の未勝利戦にジョン・ヴェラスケスを背にデビュー勝ちを収める。続く10月8日のアメリカンファラオステークスでは勝ち馬ケイヴロックから5馬身1/4差の2着に完敗する。11月4日のブリーダーズカップ・ジュヴェナイルでは逃げるケイヴロックをマークしながら2番手でレースを進めるも、最後の直線で勝ち馬フォルテにかわされ3着に敗れた。

### 2023年（3歳時）
1月8日のG3シャムステークスでは1番人気に推されるもリインカーネイトの3着。その後、4月8日のサンタアニタダービーでは道中3・4番手でレースを進めるも直線で伸びを欠いて4着と勝ち切れないレースが続いた。5月20日のプリークネスステークスでは最内枠からハナを奪うと、最後は好位から脚を伸ばしてきたブレイジングセブンズとの叩き合いを頭差退け逃げ切り勝ちを収め、G1競走初制覇を果たした。6月10日のベルモントステークスではスタートからハナを奪って道中は軽快に逃げるも直線で一杯になり6着に終わると、続くトラヴァーズステークスでは2番手追走から抜け出しを図るも伸びあぐねて5着に敗れる。この後、古馬との初対戦となったオーサムアゲインステークスではスローダウンアンディの逃げに屈し4着に惜敗するが、11月4日に行われたブリーダーズカップ・ダートマイルではスタートから果敢に逃げ、最後の直線でコディーズウィッシュとの激しい叩き合いとなるもハナ差の2着に敗れ、3歳シーズンを終える。

### 2024年（4歳時）
1月27日のG1ペガサスワールドカップに出走。早め先頭に立ち猛追するセニョールバスカドールを振り切りG1競走2勝目を挙げた。その後、サウジアラビアに遠征して2月24日に行われたサウジカップでは道中2・3番手でレースを進めたが直線で伸び切れず4着に敗れる。帰国後、6月8日のメトロポリタンハンデキャップでは好スタートから軽快に逃げると、直線でも脚色は衰えず後続に6馬身1/4差をつけ圧勝しG1競走3勝目を挙げた。続く8月のホイットニーステークスでは好位の3番手で脚を溜めるも直線で失速して6着という結果に終わる。9月28日に行われたカリフォルニアクラウンではスタートから先手を主張すると、最後の直線でサブサナドールとニューゲートと3頭の叩き合いとなったが、サブサナドールに頭差でかわされ2着になったのを最後に現役を引退。引退後はスペンドスリフトファームで種牡馬となる。

## 血統表
| ナショナルトレジャーの血統 | ナショナルトレジャーの血統                                                                                | ナショナルトレジャーの血統                                                                                | （血統表の出典）                                                                                          | （血統表の出典） |
| 父系                       | ミスタープロスペクター系                                                                                  | ミスタープロスペクター系                                                                                  | ミスタープロスペクター系                                                                                  | [ § 2 ]          |
| 父 Quality Road 2006 鹿毛  | 父の父Elusive Quality 1993 鹿毛                                                                           | Gone West                                                                                                 | Mr. Prospector                                                                                            | Mr. Prospector   |
| 父 Quality Road 2006 鹿毛  | 父の父Elusive Quality 1993 鹿毛                                                                           | Gone West                                                                                                 | Secreattame                                                                                               |                  |
| 父 Quality Road 2006 鹿毛  | 父の父Elusive Quality 1993 鹿毛                                                                           | Touch of Greatness                                                                                        | Hero's Honor                                                                                              | Hero's Honor     |
| 父 Quality Road 2006 鹿毛  | 父の父Elusive Quality 1993 鹿毛                                                                           | Touch of Greatness                                                                                        | Ivory Wand                                                                                                |                  |
| 父 Quality Road 2006 鹿毛  | 父の母Kobla 1995 鹿毛                                                                                     | Strawberry Road                                                                                           | Whiskey Road                                                                                              | Whiskey Road     |
| 父 Quality Road 2006 鹿毛  | 父の母Kobla 1995 鹿毛                                                                                     | Strawberry Road                                                                                           | Giftisa                                                                                                   |                  |
| 父 Quality Road 2006 鹿毛  | 父の母Kobla 1995 鹿毛                                                                                     | Winglet                                                                                                   | Alydar | Alydar           |
| 父 Quality Road 2006 鹿毛  | 父の母Kobla 1995 鹿毛                                                                                     | Winglet                                                                                                   | Highest Trump                                                                                             |                  |
| 母 Treasure 2012 鹿毛      | 母の父Medaglia d'Oro 1999 黒鹿毛                                                                          | El Prado                                                                                                  | Sadler's Wells                                                                                            | Sadler's Wells   |
| 母 Treasure 2012 鹿毛      | 母の父Medaglia d'Oro 1999 黒鹿毛                                                                          | El Prado                                                                                                  | Lady's Capulet                                                                                            |                  |
| 母 Treasure 2012 鹿毛      | 母の父Medaglia d'Oro 1999 黒鹿毛                                                                          | Cappucino Bay                                                                                             | Bailjumper                                                                                                | Bailjumper       |
| 母 Treasure 2012 鹿毛      | 母の父Medaglia d'Oro 1999 黒鹿毛                                                                          | Cappucino Bay                                                                                             | Dubbed In                                                                                                 |                  |
| 母 Treasure 2012 鹿毛      | 母の母Proposal 1997 栗毛                                                                                  | Mt. Livermore                                                                                             | Blushing Groom                                                                                            | Blushing Groom   |
| 母 Treasure 2012 鹿毛      | 母の母Proposal 1997 栗毛                                                                                  | Mt. Livermore                                                                                             | Flama Ardente                                                                                             |                  |
| 母 Treasure 2012 鹿毛      | 母の母Proposal 1997 栗毛                                                                                  | Lady of Choice                                                                                            | Storm Bird                                                                                                | Storm Bird       |
| 母 Treasure 2012 鹿毛      | 母の母Proposal 1997 栗毛                                                                                  | Lady of Choice                                                                                            | Chosen Lady                                                                                               |                  |
| 母系(F-No.)                | (FN:4-c)                                                                                                  | (FN:4-c)                                                                                                  | (FN:4-c)                                                                                                  | [ § 3 ]          |
| 5代内の近親交配            | Northern Dancer 5×5×5（9.38%） Raise a Native 5×5（6.25%） Secretariat 5×5（6.25%） Sir Ivor 5×5（6.25%） | Northern Dancer 5×5×5（9.38%） Raise a Native 5×5（6.25%） Secretariat 5×5（6.25%） Sir Ivor 5×5（6.25%） | Northern Dancer 5×5×5（9.38%） Raise a Native 5×5（6.25%） Secretariat 5×5（6.25%） Sir Ivor 5×5（6.25%） | [ § 4 ]          |
| 出典                       | 1. 2. 3. 4.                                                                                               | 1. 2. 3. 4.                                                                                               | 1. 2. 3. 4.                                                                                               | 1. 2. 3. 4.      |